# Korrespondenzzentralbank-Modell
Als Korrespondenzzentralbank-Modell (correspondent central banking model, CCBM) bezeichnet man ein von der Europäischen Zentralbank (EZB) angewandtes Verfahren, das gewährleisten soll, dass notenbankfähige Sicherheiten, welche im Rahmen von geldpolitischen Transaktionen oder zur Liquiditätsbeschaffung im TARGET2-System verwendet werden, den jeweiligen Geschäftspartnern unabhängig von deren nationaler Zugehörigkeit und dem Verwahrort der Sicherheiten zur Verfügung stehen.

## Zweck und Funktionsweise
Das Europäische System der Zentralbanken (ESZB) ist dezentral in dem Sinne, dass Geschäftspartner der EZB bei geldpolitischen (Kredit)geschäften ihre Transaktionen nicht direkt mit der EZB, sondern mit der jeweils zuständigen nationalen Zentralbank (NZB) abwickeln. Hierbei besteht das Problem, dass die Sicherheiten, welche der Geschäftspartner (zumeist eine Geschäftsbank) für das Kreditgeschäft stellen muss, üblicherweise auch solche Papiere umfassen wird, die im Ausland begeben wurden bzw. im Ausland gehalten werden. Dies würde in der Praxis etwa wegen der unterschiedlichen regulatorischen Rahmenbedingungen zu Schwierigkeiten führen.
Das Korrespondenzzentralbank-Modell stellt eine Möglichkeit zur Lösung dieses Problems dar. Es sieht vor, dass zur Durchführung eines Kreditgeschäfts, für das der Geschäftspartner „grenzüberschreitende“ Sicherheiten stellen möchte, die Hereinnahme und Verwaltung dieser Sicherheiten durch diejenigen NZBs erfolgt, in deren Land die Sicherheiten begeben wurden oder gehalten werden (falls die Sicherheiten marktgängig sind). Diese NZB dient gewissermaßen als Stellvertreterin (correspondent central bank, CCB) für die eigentliche NZB (home central bank, HCB), mit der das Kreditgeschäft selbst abgewickelt wird. Für nicht marktgängige Sicherheiten bestehen komplexere Zuständigkeitsregelungen.
Neben den NZBs der Eurozone sind auch die dänische, die schwedische und die britische Nationalbank an das CCBM angeschlossen. Bei Weitem nicht alle Kreditgeschäfte mit ausländischen Sicherheiten werden über das CCBM abgewickelt; neben ihm gibt es Abwicklungssysteme, die von den NZBs nach eigener Maßgabe eingesetzt und von der EZB akzeptiert werden, und über die eine Abwicklung ebenfalls möglich ist.